# 長谷川努
長谷川 努（はせがわ つとむ、1965年9月2日 - ）は、中国放送（RCC）のアナウンサー。神奈川県横浜市出身。

## 人物
早稲田大学第一文学部英文学科卒業後、1989年に中国放送へ入社（同期に横山雄二）。スポーツアナウンサーとしてプロ野球（広島東洋カープ）やサッカー（サンフレッチェ広島）、陸上競技などの実況中継、リポーターなどを担当。
広島東洋カープ・佐々岡真司のノーヒットノーラン（1999年5月8日、広島対中日）、読売ジャイアンツ・清原和博の通算500号ホームラン達成（2005年4月29日、広島対巨人）、広島東洋カープ・鈴木誠也の史上10人目となる2試合連続サヨナラホームラン（2016年6月18日、広島対オリックス）を実況した(なお、2017年6月14日の広島対オリックス2回戦にて、鈴木誠也の2年連続サヨナラホームランを実況)。
1990年代中頃から同局のアナウンサーでは唯一報道制作局スポーツ部所属となっていたが、2015年1月にアナウンス部に復帰し、広報部に異動した寺内優の後任として部長職を務めていた。2025年6月で部長職を離任し、7月に広報部長から復帰した吉田幸が後任のアナウンス部部長となった。
プロ野球・広島東洋カープ戦の実況アナウンサーを30年間務めてきたが、社内業務に専念するため、2018年5月30日の広島東洋カープ対埼玉西武ライオンズ2回戦（マツダスタジアム）のテレビ実況をもってスポーツ実況から引退した。引退するにあたり、「（広島の）胴上げ実況だけがないんです。それが心残りですね。」とコメントしている。。ただし、ベンチリポートのみはその後も不定期に担当することがある。
大野豊からベンちゃんと呼ばれかわいがられている。

## 現在の担当番組

### テレビ
- イマナマ! リポーター
  - コーナー「長谷川努の家さんぽ」（2019年10月10日 - ）リポーター 不定期
  - 火曜コーナー「ワタシも褒められたい!」（2021年1月 - 2022年）
  - 2022年1月21日放送分では、青山高治の代理でメインキャスターを担当
  - 月曜コーナー「くうかんプロデューサー」
  - 水曜コーナー「くうかんプロデュース」
- JNNニュース・報道特集・Nスタ（日曜）ローカル枠 - スポーツ部在籍時はほとんど担当していなかったが、アナウンス部復帰後再度担当している。

### ラジオ
- 天皇盃全国都道府県対抗男子駅伝競走大会…年度によりメイン実況
- 歌謡曲一本勝負 - 5分間のミニ番組。
- 中国新聞ニュース - スポーツ部在籍時はほとんど担当していなかったが、アナウンス部復帰後再度担当している。21:55からの放送の場合、『歌謡曲一本勝負』と担当が続く場合がある。
- サウンドセレクション
- 長谷川努の音楽大好き (2024年4月7日- )
- 高橋一清・あの人　あの言葉

## 過去の担当番組

### テレビ
- ごじテレ。
- 新春!カープ夢ゴルフ
- Veryカープ!祝!カープ連覇V8（2017年9月18日深夜） MC
- 侍プロ野球、他スポーツ中継
- RCC緊急特別番組 大雨 広島で被害拡大（2018年7月7日） MC
- イマなまっ!SP V9 カープファン感謝デー2018（2018年11月23日）
- 恋より好きじゃ、ダメですか?（2019年4月3日 - 9月21日）実況
- NEWS6 スポーツ担当
- イマナマ!（2020年）コーナー「HITひろしま」リポーター
- 広島大雨情報（2024年7月1日）リポーター
- ノンストップ・バス～ハンドルを握る理由～（2025年4月29日）ナレーション

### ラジオ
- RCCカープナイター - 系列局向けの裏送り中継を中心にベンチリポートを不定期に担当していた。
- カープのUlala! - (2021年5月1日- ・不定期出演)
- おひるーな (2023年7月4日 - ・火曜日担当)

## 主な実況

### プロ野球
- 2013年9月25日、中日ドラゴンズ－広島東洋カープ22回戦（ナゴヤドーム・テレビ中継）
  - 試合終了で広島東洋カープが球団初のクライマックスシリーズ進出を決めた際、「重かったクライマックスシリーズへの扉が、今ようやく開きました！カープ球団にとって、そして、カープファンにとって悲願とも言えるクライマックスシリーズ進出が、この瞬間に決まりました！2013年9月25日、ナゴヤドーム、この日、広島カープの歴史が動いた日になりました！」と実況している。
    - この中継は、CBCテレビから映像の提供を受けて、現地ではなくRCCからオフチューブで実況したものだった（解説：高橋建、ベンチリポートなし）ため、深夜に放送されたクライマックスシリーズ進出特別番組にもRCCのスタジオから出演している。一方地元のCBCでは解説：森繁和・牛島和彦、実況：伊藤敦基（CBC）、ベンチリポート：高田寛之（CBC・中日サイド）の陣容で放送された（副音声は『スタジアムサウンド』の名称で場内音声のみ放送）。